# Лофос
Лофос (грч. Λόφος) је насељено место у општини Катерини у периферији Средишња Македонија, Грчка. Према попису из 2021. године било је 1.323 становника.
На попису из 1913. године Лофос је имао 637 житеља Грка. Село се раније звало Зијазијако.